# Kempynus citrinus
Kempynus citrinus is een insect uit de familie watergaasvliegen (Osmylidae), die tot de orde netvleugeligen (Neuroptera) behoort. 
Kempynus citrinus is voor het eerst wetenschappelijk beschreven door McLachlan in 1873. De soort komt voor in Nieuw-Zeeland.